# Passive Kühlung

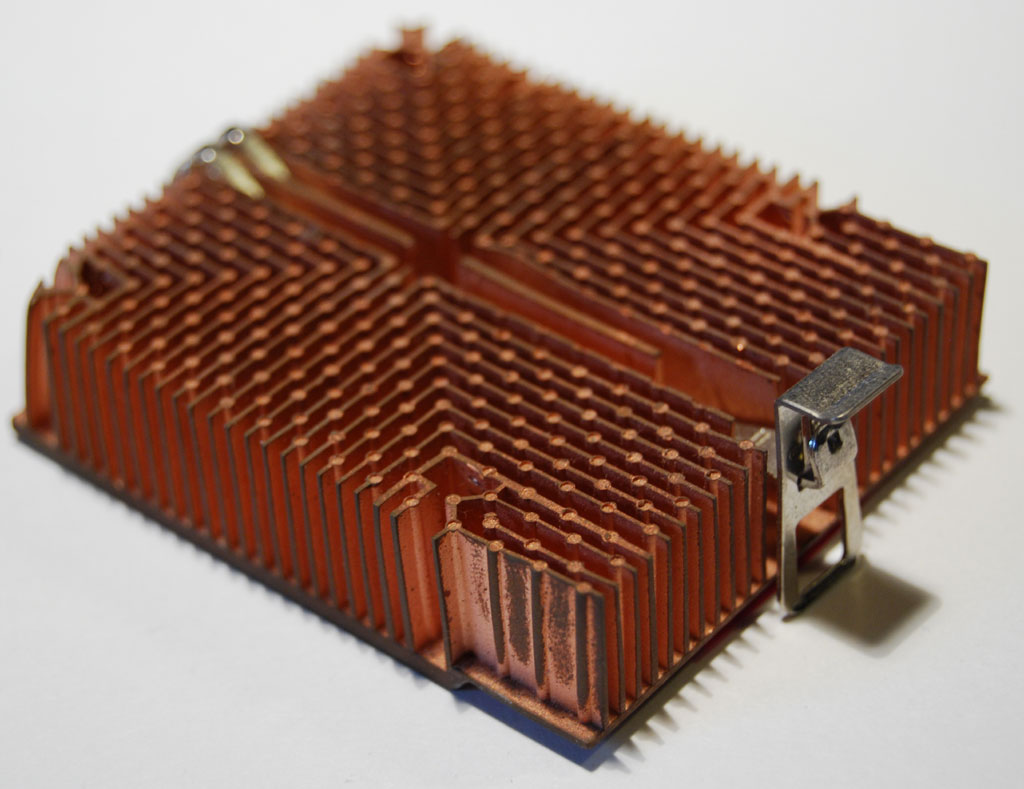
Ein passiver Kühlkörper mit Kupfer-Kühlrippen.

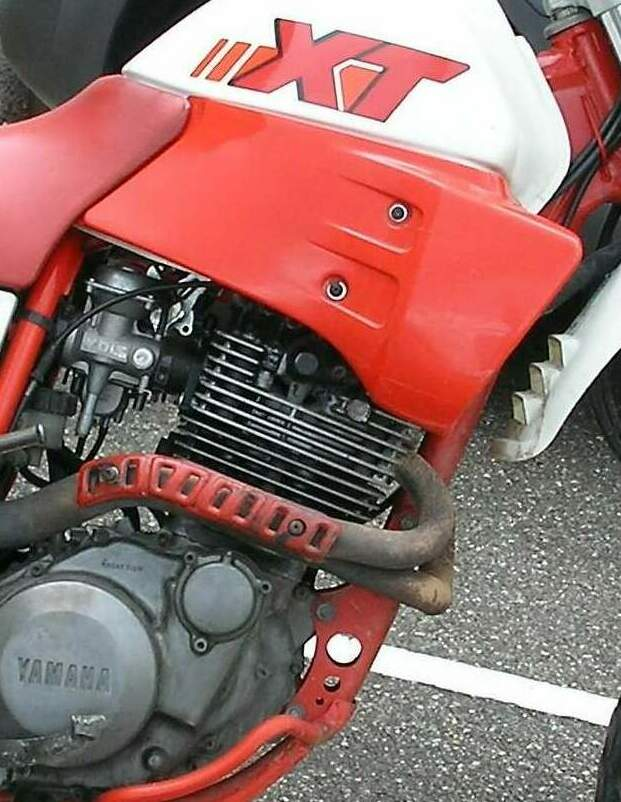
Viertakt-Verbrennungsmotor eines Motorrads Yamaha XT 600, der nur über Kühlrippen am Zylinder gekühlt wird.

Passive Kühlung ist die Kühlung von Maschinen, elektrischen und elektronischen Geräten und Bauteilen allein auf der Basis von natürlicher Konvektion und durch Wärmestrahlung. Über Kühlrippen, Radiatoren oder Ähnliches wird die Abwärme an die umgebende Luft abgegeben bzw. abgestrahlt.
Die Kühlkörper bestehen meist aus gut wärmeleitendem Metall wie Kupfer oder Aluminium und weisen eine große Oberfläche auf, an der die Hitze des erwärmten Kühlmediums an die Luft abgegeben wird, die sich durch die Erwärmung ausdehnt und nach oben wegströmt (Konvektion). Zur Wärmeleitung zwischen dem zu kühlenden Teil und den Kühlrippen finden manchmal Heatpipes als Teil des Kühlkörpers Verwendung.
Es sind auch Kombinationen dieser Technik mit Elementen der aktiven Kühlung möglich, welche die Wärmeabgabe beschleunigen.